# Baeolophus inornatus
Baeolophus inornatus е вид птица от семейство Paridae.

## Разпространение
Видът е разпространен в Мексико и САЩ.